# LU-539
La carretera  LU-539 , también conocida popularmente como Variante de Vivero, es una carretera comarcal administrada por la Junta de Galicia que discurre íntegramente en el municipio de Vivero, en la provincia de Lugo. Esta carretera discurre de norte a sur, uniendo la carretera  LU-862  a la altura de la Capilla de la Misericordia con la carretera  LU-540 , cerca de la estación ferroviaria de FEVE Vivero, con un recorrido total de 990 metros.
Su trazado discurre paralelo a la línea de Ferrocarril de Ferrol a Gijón, evitando así que los vehículos pasen el centro urbano. A pesar de que se diseñó como una carretera variante de población, en menos de una década después de inaugurarse quedó obsoleta por el tráfico diario que soporta, planificándose que su cometido de variante lo pase a desempeñar la Vía de Alta Capacidad de la Costa Norte o  CG-2.3 
- Datos: Q5961767